# Aszódi Gyöngyi
Aszódi Gyöngyi (Budapest, 1989. július 16. –) labdarúgó, csatár.

## Pályafutása
A Kecskeméti NLE csapatában kezdte a labdarúgást. 2004 és 2007 között az MTK játékosa volt, ahol a 2006–07-es idényben tagja volt a bajnoki bronzérmes csapatnak.

## Sikerei, díjai
- Magyar bajnokság
  - 3.: 2006–07